# Juan de Brito
Juan de Brito (Lisboa, 1 de marzo de 1647 Oriyur, 4 de febrero de 1693), fue un sacerdote, predicador y misionero portugués, que fue asesinado por los malabares por evangelizar allí. Es venerado el 4 de febrero.

## Hagiografía

### Orígenes
Hijo de Salvador Brito y Pereira y de Beatriz Pereira de Brittes. Fue el último de cuatro hermanos. Su padre fue gobernador en Brasil y falleció cuando Juan tenía dos años.
Comenzó sus estudios en el Colegio San Antonio de Lisboa de los jesuitas, donde fue compañero del príncipe heredero. A los once años enfermó gravemente, su madre lo encomendó a San Francisco Javier, su increíble curación fue tomada como milagro, en gratitud vistió un año completo el hábito de los jesuitas.

### Carrera religiosa
Ingresó al Noviciado de Catavia de los jesuitas en 1662. Luego hizo estudios en el Colegio de Evora y en la Universidad de Coímbra.
En 1673 recibió las órdenes sagradas y fue destinado a las misiones de India en Malabar. Aquí se convirtió en un panderam asceta con barba y turbante, mediador entre los parias y los brahamanes.
En 1684 fue a Madurai donde fue capturado y torturado, se le perdonó la vida con la condición que no vuelva a predicar por esas regiones.
En 1687 volvió a Portugal, donde fue muy bien recibido y el rey le pidió educara a sus hijos, él prefirió lo devolvieran a la India. 
En 1690 convirtió al príncipe Thadiyathevan de Malabar, quien dejó la poligamia, quedándose con su primera mujer, dándole recompensa a las otras, pero una de ellas se quejó y lo calumnió, por lo que fue tomado prisionero y degollado el 4 de febrero de 1693.